# 아산우체국
아산우체국(牙山郵遞局)은 대한민국 과학기술정보통신부 우정사업본부 충청지방우정청 소속의 우편물 취급기관이다. 충청남도 아산시 시민로 455 (온천동 1585)에 있다.

## 연혁
- 1905년 6월 1일: 온천리 우편취급소 개국
- 1909년 11월 1일: 온양 우편 전신 취급소 개국
- 1941년 12월 1일: 온양우편국으로 개칭
- 1949년 1월 1일: 전신전화업무 공사이관
- 1949년 1월 21일: 우편계를 업무계로 개칭, 지도계 신설
- 1986년 6월 23일: 예금, 보험계 신설
- 1989년 년6월 15일: 업무계를 우편계로 개칭
- 1995년 3월 23일: 아산우체국으로 개칭 (온양시, 아산군 통합)
- 2001년 5월 1일: 직제개편 (2과 1실)
- 2001년 7월 2일: 아산좌부동우편취급소 개국[1]
- 2007년 11월 30일: 서기관국 승격
- 2010년 1월 1일: 직제개편 (3과 1실)
- 2011년 12월 28일: 아산장재우체국 개국[2]
- 2014년 12월 31일: 순천향대학교우체국, 호서대학교우체국 폐국[3]
- 2015년 1월 5일: 순천향대학교우편취급국, 호서대학교우편취급국 개국[4]
- 2015년 7월 20일: 우편구역을 다음과 같이 고시[5]

| 배달국     | 배달구역                                                                     | 구역번호 |
| ---------- | ---------------------------------------------------------------------------- | --- |
| 아산우체국 | 아산시 동 전체, 염치읍 · 배방읍 · 도고면 · 선장면 · 송악면 · 탕정면 · 신창면 | 31141 ~ 31548 (단, 31440, 31442, 31444, 31448, 31453, 31458 중 영인면 지역 제외)                                          |
| 영인우체국 | 영인면 · 음봉면 · 인주면 · 둔포면                                            | 31400 ~ 31440 31442, 31444 31448, 31453 31458 (단, 31440, 31442, 31444, 31448, 31453, 31458 중 아산우체국 관할 지역 제외) |

- 2015년 10월 30일: 아산좌부동우편취급국 폐국[6]

## 관할 우체국
| 우체국명               | 사진 | 주소                                                     | 비고                                      |
| ---------------------- | ---- | -------------------------------------------------------- | ----------------------------------------- |
| 도고우체국             |      | 충청남도 아산시 도고면 아산만로 199-2 (신언리)           |                                           |
| 둔포우체국             |      | 충청남도 아산시 둔포면 둔포면로 16 (둔포리)              |                                           |
| 선장우체국             |      | 충청남도 아산시 선장면 선장로 110번길 15 (군덕리)        |                                           |
| 송악우체국             |      | 충청남도 아산시 송악면 송악로 807 (역촌리)               |                                           |
| 순천향대학교우체국     |      | 충청남도 아산시 신창면 순천향로 22 (읍내리)              | 2014년 12월 31일 폐국                     |
| 순천향대학교우편취급국 |      | 충청남도 아산시 신창면 순천향로 22                       | 2015년 1월 5일 신설                       |
| 아산권곡동우체국       |      | 충청남도 아산시 삼동로 52 (모종동)                       |                                           |
| 아산배방우체국         |      | 충청남도 아산시 배방읍 모산로 171 (공수리)               |                                           |
| 아산신창우체국         |      | 충청남도 아산시 신창면 서부북로 623 (오목리)             |                                           |
| 아산온양1동우편취급국  |      | 충청남도 아산시 온천대로 1431(온천동)                    |                                           |
| 아산온천동우체국       |      | 충청남도 아산시 온궁로 17 (온천동)                       |                                           |
| 아산용화동우체국       |      | 충청남도 아산시 시민로 282 (용화동)                      |                                           |
| 아산장재우체국         |      | 충청남도 아산시 배방읍 공원로 51 (장재리)                | 2011년 12월 28일 신설                     |
| 아산좌부동우편취급국   |      | 충청남도 아산시 고불로 667 (좌부동) 초원아파트상가 104호 | 2001년 7월 2일 신설 2015년 10월 30일 폐국 |
| 염치우체국             |      | 충청남도 아산시 염치읍 염성길 109-7 (염성리)             |                                           |
| 영인우체국             |      | 충청남도 아산시 영인면 영인로 80 (아산리)                |                                           |
| 음봉우체국             |      | 충청남도 아산시 음봉면 음봉면로 25-1 (삼거리)            |                                           |
| 인주우체국             |      | 충청남도 아산시 인주면 현대로 1291 (밀두리)              |                                           |
| 탕정우체국             |      | 충청남도 아산시 탕정면 탕정로 21번길 23 (용두리)         |                                           |
| 호서대학교우체국       |      | 충청남도 아산시 배방읍 호서로 79번길 20 (세출리)         | 2014년 12월 31일 폐국                     |
| 호서대학교우편취급국   |      | 충청남도 아산시 배방읍 호서로79번길 20                   | 2015년 1월 5일 신설                       |